# Brett Harvey
Brett Andrew Harvey (Palmerston North, 6 ottobre 1959) è un ex rugbista a 15 neozelandese, in carriera attivo nel ruolo di flanker ed internazionale per la Nuova Zelanda.

## Biografia
Nato a Palmerston North frequenta la Palmerston North Boys' High School, dove si avvicina alla disciplina del rugby; dal 1979 al 1981 milita nel primo XV del club scolastico.
A livello provinciale veste la maglia di Wairarapa Bush dal 1983 al 1988, disputando due stagioni da capitano nel 1986 e 1987.
Nel 1988-89 gioca in Italia al Viadana nel campionato di Serie A2.
Nel 1985 disputa 3 partite con la selezione dei New Zealand Emerging Player, mentre l'anno successivo, il 28 giugno 1986, disputa il suo primo ed unico incontro internazionale con la maglia degli All Blacks 
a Christchurch contro la Francia.